# Interlocking directorate
Interlocking directorate označuje praxi, kdy členové správní rady společnosti působí ve správních radách více společností. Osoba, která zasedá ve více správních radách, se nazývá vícenásobný ředitel. Dvě firmy mají přímé propojení, pokud je ředitel nebo jednatel jedné firmy zároveň ředitelem druhé firmy, a nepřímé propojení, pokud ředitel každé z nich zasedá v představenstvu třetí firmy.
Tato praxe, ačkoli je rozšířená a zákonná, vyvolává otázky ohledně kvality a nezávislosti rozhodování představenstva. Ve Spojených státech antimonopolní zákony zakazují propojení ředitelů v rámci stejného odvětví z důvodu obav z koluze, ačkoli právní pozorovatelé poznamenávají, že toto pravidlo nebylo dlouho vymáháno. V roce 2022 ministerstvo spravedlnosti Spojených států signalizovalo, že bude prosazovat zákony o protisoutěžním propojení ředitelů, což vedlo k odstoupení sedmi ředitelů v pěti společnostech v říjnu 2022.